# مراقب آملیا باش
مراقب آملیا باش (ایتالیایی: Occupati d’Amelia) یک فیلم کمدی به کارگردانی تلماکو روجری است که در سال ۱۹۲۵ منتشر شد.

## بازیگران
- کامیلو د ریزو
- پینا منیکلی
- النا لوندا
- مارسل لِـواک